# のみとり侍
『のみとり侍』 （のみとりざむらい）は、2018年（平成30年）5月18日公開の日本映画。監督・脚本は鶴橋康夫、主演は阿部寛。
小松重男による原作の小説短編集は『蚤とり侍』を参照のこと。

## 概要
ちょっとした失言が藩主の怒りを買い、女性に性的な奉仕をする裏稼業「猫ののみとり」にされてしまった生真面目なエリート侍が、様々な出会いを通じて新たな生き甲斐を見つけていく様をユーモラスに描いた時代劇コメディ。監督の鶴橋康夫自ら脚本を手掛け、小松重男原作の小説短編集『蚤とり侍』から「蚤とり侍」、「唐傘一本」、「代金百枚」等を再構成し一本のストーリーに仕上げた。原作「蚤とり侍」の主人公・小林寛之進役に阿部寛、「唐傘一本」の主人公・清兵衛役に豊川悦司、「代金百枚」の主人公・友之進（映画では「佐伯友之介」に役名変更）役に斎藤工が起用され、その他の役には、寺島しのぶ、前田敦子、風間杜夫、大竹しのぶ、松重豊、桂文枝らが配された。
「猫ののみとり」とは、表向きは飼い猫の蚤除けで日銭を稼ぐが、女性客の求めがあれば売春も行う、江戸時代に実在した裏稼業である。本作品の時代考証を担当した大石学は、曲亭馬琴の随筆『燕石雑志』に商売の様子が記されていると指摘している。

## あらすじ
時は江戸時代中期、第10代将軍・徳川家治の治世、老中・田沼意次の政策により世にカネがあふれ賄賂が横行した時代。越後長岡藩の生真面目なエリート藩士・小林寛之進は、藩主・牧野備前守忠精が自作の歌を詠む歌会に出席するが、些細な理由による失言で藩主の怒りを買ってしまう。逆上した藩主は寛之進に「猫ののみとりになって無様に暮らせ!」と命じたのだった。
「猫ののみとり」の意味がわからないが藩主の命令に逆らえないため、さっそく寛之進は「のみとり」の親分に会うべく江戸の町に出掛けた。「のみとり」の甚兵衛親分とその妻・お鈴に出会い、「のみとり」とは、表向きは飼い猫のノミを取り除き日銭を稼ぐ仕事だが、その実態は女相手に売春を提供する裏稼業と教えられる。寛之進は当惑しつつも、甚兵衛親分のもとで「のみとり」として働くこととなった。また、住む場所にも困っていた寛之進だったが、甚兵衛親分の世話でとある貧乏長屋に身を落ち着けることとなった。そこで寛之進は、貧しい長屋の住人たちや無償で子供たちに読み書きを教える佐伯友之介と知り合いとなった。
「のみとり」になった寛之進に、最初に客として声を掛けたのはおみねだった。亡き愛妻・千鶴に瓜二つのおみねに胸がときめく寛之進だったが、女の扱いなどまるで不慣れだったので、しまいには「この下手クソが!」と罵倒されてしまう。寛之進は侍として自身が築き上げてきたものが否定された気分になり、意気消沈してしまったところで出会ったのが、小間物問屋の婿養子・清兵衛だった。清兵衛は鬼嫁・おちえに素行を疑われ、浮気チェックのために股間をうどん粉塗れにされていることを打ち明けた。寛之進は、清兵衛の女遊びに協力する交換条件で、女を悦ばせる性愛テクニックを教わることとなった。
その後、浮気がばれた清兵衛が裸同然で追い出され同じ貧乏長屋で暮らすようになったり、貧乏で食物に困った友之介が猫の餌に手を出して噛まれ、その傷がもとで生死を彷徨い、危うく一命をとりとめる事件もあったが、貧乏長屋の人たちとの交流や「のみとり」の客とのふれあいの中で、寛之進は着々と腕を磨き「のみとり」として一人前になっていった。しかし、老中・田沼意次の失脚をきっかけに世相は急変。風紀の取締りが強化され、「のみとり」禁止令が発布された。寛之進たち「のみとり」は捕らえられてしまうのだが…。

## キャスト
小林 寛之進（こばやし ひろのしん） - 阿部寛
主人公。越後長岡藩勘定方書き役。生真面目な性格。
トラブルで藩主の怒りを買い、「猫ののみとり」（実態は、女性相手の売春業）になるよう命じられてしまう。
おみね - 寺島しのぶ
老中田沼意次の妾。「猫ののみとり」となった寛之進の最初の客。寛之進の亡き愛妻・千鶴（ちづる）と瓜二つの容姿をしている。
清兵衛（せいべえ） - 豊川悦司
小間物問屋「近江屋」の入り婿。妻のおちえの尻に敷かれている。
「猫ののみとり」となった寛之進に女を悦ばせる技を指南する。
佐伯 友之介（さいき とものすけ） - 斎藤工
寛之進が暮らす貧乏長屋の住人。誠実な性格をした青年。元仙台藩士
子供たちに読み書きを教えているが、無償のために稼ぎにならず、常に腹を空かしている。
おちえ - 前田敦子
小間物問屋「近江屋」の娘。清兵衛の鬼嫁。気性が激しい。
甚兵衛（じんべえ） - 風間杜夫
「猫ののみとり」屋を仕切る親分。寛之進が「猫ののみとり」になったのは仇討ちのためと勘違いしている。
お鈴（おすず） - 大竹しのぶ
甚兵衛の妻。イケメン好き。
牧野備前守 忠精（まきのびぜんのかみ ただきよ） - 松重豊
越後長岡藩主。寛之進を「猫ののみとり」にした張本人。
田沼 意次（たぬま おきつぐ） - 桂文枝
老中。幕府の中枢にあって規制緩和を行い、好景気を招来した。
賄賂と女が大好き。「猫ののみとり」を黙認していた。
宋庵（そうあん） - 伊武雅刀
町医者。重体となった友之介を救った。
結城 又太郎（ゆうき またたろう） - 六平直政
越後長岡藩江戸留守居役。
松平 定信（まつだいら さだのぶ） - 三浦貴大
陸奥白河藩主。田沼意次のライバル。
田沼失脚後に幕閣の中心となり、質素倹約を旨とした「寛政の改革」を実施した。
平賀 源内（ひらが げんない） - 笑福亭鶴光
学者兼発明家。老中・田沼意次に賄賂を贈る陳情者のひとり。
望月屋 秀持 - ジミー大西
老中・田沼意次に賄賂を贈る陳情者のひとり。
根津屋 文吾 - オール阪神
老中・田沼意次に賄賂を贈る陳情者のひとり。
お仙（おせん） - 飛鳥凛
水茶屋の遊女。
斎 - 雛形あきこ
「猫ののみとり」となった寛之進の客のひとり。
おしげ - 樋井明日香
「猫ののみとり」となった寛之進の客のひとり。
お種（おたね） - 山村紅葉
「猫ののみとり」となった寛之進の客のひとり。
おみつ　‐　福本莉子
寛之進が暮らす貧乏長屋の住人の娘。佐伯友之介に恋心を抱いている。

## スタッフ
- 原作：小松重男「蚤とり侍」（光文社文庫刊）
- 監督・脚本：鶴橋康夫
- 音楽：羽岡佳
- 製作：市川南
- 共同製作：竹田青滋、山田裕之、井口佳和、岡田美穂、谷和男、吉崎圭一、大村英治、林誠、杉田成道、宮崎伸夫、広田勝己、安部順一、加太孝明、丹下伸彦、板東浩二、荒波修
- プロデューサー：秦祐子、臼井央
- ラインプロデューサー：梶原富治、柴田和明
- プロダクション統括：山内章弘、佐藤毅
- 撮影：江崎朋生
- 照明：高屋齋
- 録音：白取貢
- 美術：近藤成之
- 装飾：極並浩史
- 編集：山田宏司
- VFX：大澤宏二郎
- 衣装デザイン：小川久美子
- 衣装：松田和夫
- メイク・床山：山下みどり
- 結髪：北川真樹子
- スクリプター：永倉美香
- 助監督：木ノ本浩平
- 制作担当：百々勲
- 音楽プロデューサー：杉田寿宏
- 配給：東宝
- 制作プロダクション：ROBOT
- 製作プロダクション：東宝映画
- 製作：「のみとり侍」製作委員会（東宝、毎日放送、ABCテレビ、テレビ大阪、関西テレビ放送、読売テレビ放送、電通、WOWOW、東急エージェンシー、時代劇専門チャンネル、朝日新聞社、毎日新聞社、読売新聞社、ROBOT、光文社、ひかりTV、GYAO）